# Máximo de Éfeso
Máximo de Éfeso (en griego, Μάξιμος ὁ Ἐφέσιος; c. 310–372) fue un filósofo y teúrgo neoplatónico. Se le recuerda sobre todo por la gran influencia que ejerció sobre el emperador Juliano, con quien entró en contacto a través de Edesio. Incentivó el interés del emperador por la magia y la teúrgia y alcanzó una posición elevada en la corte gracias a su inteligente gestión de los augurios. Su prepotencia le hizo ganarse muchos enemigos. Tras la muerte de Juliano fue encarcelado y, más tarde, ejecutado por Valente. 

## Vida
La fuente principal para la vida de Máximo son las Vidas de los sofistas de Eunapio. También hablan de él Amiano Marcelino, Juliano y Libanio. Los autores cristianos también lo mencionan, aunque en términos muy negativos. 
Máximo nació a comienzos del siglo IV. Según Amiano Marcelino, nació en Éfeso, aunque algunos historiadores ponen en duda que así fuera. En cualquier caso, provenía del Asia Menor occidental. Sus padres eran ricos. Máximo tenía un hermano llamado Claudiano, que fue también filósofo. Otro hermano, Ninfidiano de Esmirna, fue nombrado por el emperador Juliano Magister epistolarum graecarum (secretario para la correspondencia en griego). Amonio Hermias afirma que Máximo fue discípulo del neoplatónico Hierio.
En el período 335-350 Máximo vivió en Pérgamo y fue discípulo de Edesio. Durante su estancia, Máximo estudió junto a Crisantio, Eusebio de Mindo y Prisco del Epiro. Muchos neoplatónicos practicaban la teúrgia (intento de comunicarse con la divinidad mediante rituales específicos), y nos ha llegado noticia de que Máximo consiguió romper un maleficio amoroso que le había echado a la filósofa Sosípatra uno de sus parientes.  
Hacia el 350 Máximo dejó Pérgamo y se trasladó a Éfeso, donde fue profesor de filosofía. Aparentemente, tuvo discípulos cristianos: se cuenta que Sisinio, más tarde obispo novaciano en Constantinopla, estudió con Máximo. En el año 351 Juliano fue a Pérgamo para estudiar con Edesio. Eusebio de Mindo previno a Juliano, advirtiéndole que no debía dejarse enredar en las artes mágicas de Máximo, pero solo logró despertar la curiosidad del joven, que partió a Éfeso para conocer a Máximo entre mayo del 351 y abril del 352. Fascinado por él, se convirtió en su devoto discípulo.  
En noviembre del 355 Juliano fue designado César. Durante su estancia en las Galias, mantuvo el contacto con su maestro. En el 361, ya emperador, Juliano invitó a Prisco y Máximo a Constantinopla. Ambos filósofos aceptaron la invitación. Máximo no se dejó amilanar por los augurios desfavorables, pues, según decía, era posible forzar el favor de los dioses. Los dos maestros neoplatónicos permanecieron desde entonces junto al emperador, que apreciaba su consejo religioso-filosófico y gozaba conversando con ellos. Eunapio asegura que Máximo y Prisco no tenían autoridad política, pero señala que Máximo se volvió arrogante e inaccesible y que utilizó su posición influyente para enriquecerse. Máximo viajó durante el verano del 362 con Juliano a Antioquía, y más tarde, en marzo del 363, partió a su lado a la campaña persa. El sabio había logrado convencer al emperador de que era una reencarnación de Alejandro Magno, cuyas conquistas debía superar. Sin embargo, Juliano, herido de muerte por una herida de combate, murió el 26 de junio del 363 tras mantener un último coloquio filosófico con Máximo y Prisco. 
Máximo siguió gozando del favor imperial durante el reinado de Joviano, pero tras la muerte de este los enemigos del filósofo se movilizaron contra él. En el verano del 364 se le acusó de haber causado una prolongada enfermedad a los nuevos emperadores Valentiniano I y Valente. La acusación no pudo sustentarse y Máximo quedó en libertad, pero sus numerosos oponentes no se dieron por vencidos. En los años 365/366 se le arrestó de nuevo, acusado de haberse enriquecido de forma ilícita. Se le impuso una gran multa y se le envió «a Asia» (probablemente, a su patria natal) para que reuniera el dinero. Incapaz de pagar, lo torturaron. Eunapio cuenta que Máximo quería suicidarse junto a su esposa, pues no veía posible soportar más el dolor. Su mujer le consiguió veneno y ella fue la primera en beber. Sin embargo, Máximo cambió de idea y no probó el líquido. 
Más tarde, el procónsul de Asia, Clearco, que era partidario de la religión antigua, ayudó al prisionero. Dejó en libertad al filósofo e hizo que se le reintegraran buena parte de sus propiedades, que había perdido.  Máximo volvió a enseñar filosofía e incluso se atrevió a regresar a Constantinopla. 
Finalmente, se le acusó de participar en una conspiración contra el emperador en el invierno del 371/372. Se dice que Máximo profetizó que Valente «moriría de forma extraña y no recibiría entierro ni el honor de una tumba». Valente hizo que le llevaran a su presencia en Antioquía. El juicio comenzó de forma favorable a Máximo, pero después lo enviaron a su patria, Éfeso. Allí el nuevo procónsul de Asia, Festo, hizo que lo estrangularan a comienzos del año 372, aunque el propio Amiano Marcelino atestigua que murió decapitado.

## Obras
Según la Suda, Máximo escribió varias obras, entre ellas Sobre las contradicciones insolubles, Sobre las predicciones, Sobre los números y un comentario sobre Aristóteles. Otras fuentes dan testimonio de dos comentarios perdidos: uno sobre las Categorías de Aristóteles (del que nos ha llegado un fragmento) y otro sobre los Analíticos primeros, que mereció una réplica de Temistio. Se dice que Máximo coincidía con Eusebio de Mindo, Jámblico y Porfirio en proclamar la perfección de la segunda y tercera figuras del silogismo.